# John Cobb
John Rhodes Cobb, född 1899, död 1952, var en brittisk utövare av motorsport. Cobb uppmärksammades för sina hastighetsrekord för olika farkoster. 1938 slog han hastighetsrekordet på land på Bonneville Salt Flats. Cobb slog åter rekordet 1939 och 1947. Sistnämnda år uppnådde hans bil 633,8 km/h. Rekordet slogs inte förrän 1967. Cobb omkom 1952 under försöket att slå hastighetsrekord på vatten på Loch Ness.

### Källor

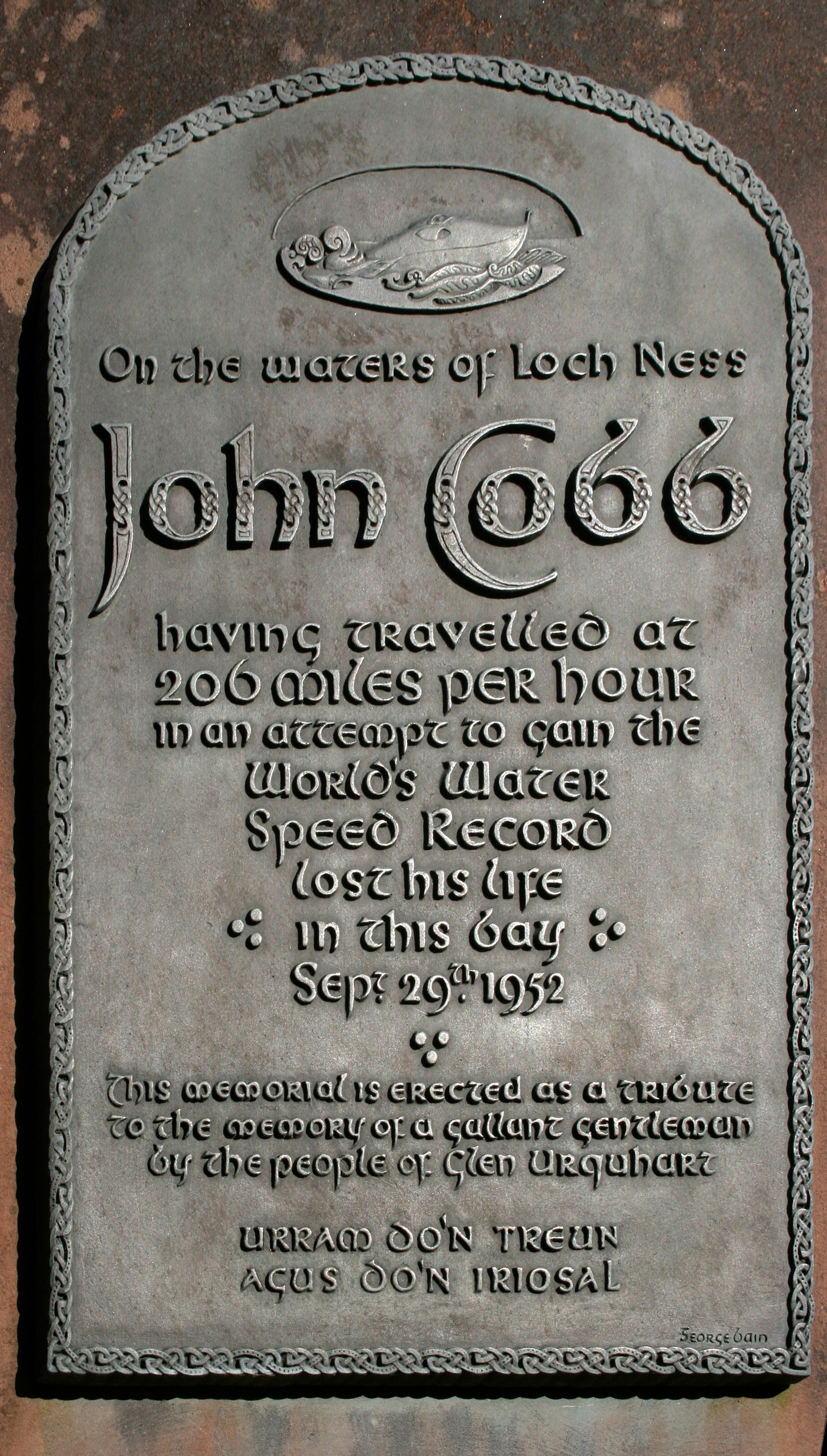
Minnesplakett vid Loch Ness.